# Список астероїдів (13101—13200)
| Назва                               | Тимчасове позначення | Дата відкриття    | Місце відкриття                                  | Відкривач                                        |
| ----------------------------------- | -------------------- | ----------------- | ------------------------------------------------ | ------------------------------------------------ |
| 13101 Fransson                      | 1993 FS10            | 19 березня 1993   | Обсерваторія Ла-Сілья                            | UESAC                                            |
| (13102) 1993 FU11                   | 1993 FU11            | 17 березня 1993   | Обсерваторія Ла-Сілья                            | UESAC                                            |
| (13103) 1993 FR12                   | 1993 FR12            | 17 березня 1993   | Обсерваторія Ла-Сілья                            | UESAC                                            |
| (13104) 1993 FV24                   | 1993 FV24            | 21 березня 1993   | Обсерваторія Ла-Сілья                            | UESAC                                            |
| (13105) 1993 FO27                   | 1993 FO27            | 21 березня 1993   | Обсерваторія Ла-Сілья                            | UESAC                                            |
| (13106) 1993 FV48                   | 1993 FV48            | 19 березня 1993   | Обсерваторія Ла-Сілья                            | UESAC                                            |
| (13107) 1993 FE59                   | 1993 FE59            | 19 березня 1993   | Обсерваторія Ла-Сілья                            | UESAC                                            |
| (13108) 1993 FD82                   | 1993 FD82            | 19 березня 1993   | Обсерваторія Ла-Сілья                            | UESAC                                            |
| 13109 Berzelius                     | 1993 JB1             | 14 травня 1993    | Обсерваторія Ла-Сілья                            | Ерік Вальтер Ельст                               |
| (13110) 1993 LS1                    | 1993 LS1             | 15 червня 1993    | Обсерваторія Сайдинг-Спрінг                      | Роберт Макнот                                    |
| 13111 Папакосмас (Papacosmas)       | 1993 OW1             | 23 липня 1993     | Паломарська обсерваторія                         | Керолін Шумейкер, Девід Леві                     |
| 13112 Montmorency                   | 1993 QV4             | 18 серпня 1993    | Коссоль                                          | Ерік Вальтер Ельст                               |
| 13113 Williamyeats                  | 1993 RQ5             | 15 вересня 1993   | Обсерваторія Ла-Сілья                            | Ерік Вальтер Ельст                               |
| 13114 Isabelgodin                   | 1993 SU4             | 19 вересня 1993   | Коссоль                                          | Ерік Вальтер Ельст                               |
| 13115 Jeangodin                     | 1993 SU6             | 17 вересня 1993   | Обсерваторія Ла-Сілья                            | Ерік Вальтер Ельст                               |
| 13116 Гортензія (Hortensia)         | 1993 TG26            | 9 жовтня 1993     | Обсерваторія Ла-Сілья                            | Ерік Вальтер Ельст                               |
| 13117 Пондічері (Pondicherry)       | 1993 TW38            | 9 жовтня 1993     | Обсерваторія Ла-Сілья                            | Ерік Вальтер Ельст                               |
| 13118 Ла Гарп (La Harpe)            | 1993 UX4             | 20 жовтня 1993    | Обсерваторія Ла-Сілья                            | Ерік Вальтер Ельст                               |
| (13119) 1993 VD4                    | 1993 VD4             | 11 листопада 1993 | Обсерваторія Кушіро                              | Сейджі Уеда, Хіроші Канеда                       |
| (13120) 1993 VU7                    | 1993 VU7             | 4 листопада 1993  | Обсерваторія Сайдинг-Спрінг                      | Роберт Макнот                                    |
| 13121 Тиса (Tisza)                  | 1994 CN9             | 7 лютого 1994     | Обсерваторія Ла-Сілья                            | Ерік Вальтер Ельст                               |
| 13122 Драва (Drava)                 | 1994 CV9             | 7 лютого 1994     | Обсерваторія Ла-Сілья                            | Ерік Вальтер Ельст                               |
| 13123 Тайсон (Tyson)                | 1994 KA              | 16 травня 1994    | Паломарська обсерваторія                         | Керолін Шумейкер, Девід Леві                     |
| (13124) 1994 PS                     | 1994 PS              | 14 серпня 1994    | Обсерваторія Оїдзумі                             | Такао Кобаяші                                    |
| 13125 Тобольськ (Tobolsk)           | 1994 PK5             | 10 серпня 1994    | Обсерваторія Ла-Сілья                            | Ерік Вальтер Ельст                               |
| (13126) 1994 PT16                   | 1994 PT16            | 10 серпня 1994    | Обсерваторія Ла-Сілья                            | Ерік Вальтер Ельст                               |
| (13127) 1994 PN25                   | 1994 PN25            | 12 серпня 1994    | Обсерваторія Ла-Сілья                            | Ерік Вальтер Ельст                               |
| (13128) 1994 PS28                   | 1994 PS28            | 12 серпня 1994    | Обсерваторія Ла-Сілья                            | Ерік Вальтер Ельст                               |
| (13129) 1994 PC29                   | 1994 PC29            | 12 серпня 1994    | Обсерваторія Ла-Сілья                            | Ерік Вальтер Ельст                               |
| (13130) 1994 PW31                   | 1994 PW31            | 12 серпня 1994    | Обсерваторія Ла-Сілья                            | Ерік Вальтер Ельст                               |
| (13131) 1994 PL32                   | 1994 PL32            | 12 серпня 1994    | Обсерваторія Ла-Сілья                            | Ерік Вальтер Ельст                               |
| (13132) 1994 PO32                   | 1994 PO32            | 12 серпня 1994    | Обсерваторія Ла-Сілья                            | Ерік Вальтер Ельст                               |
| (13133) 1994 PL34                   | 1994 PL34            | 10 серпня 1994    | Обсерваторія Ла-Сілья                            | Ерік Вальтер Ельст                               |
| (13134) 1994 QR                     | 1994 QR              | 16 серпня 1994    | Обсерваторія Оїдзумі                             | Такао Кобаяші                                    |
| (13135) 1994 QX                     | 1994 QX              | 31 серпня 1994    | Обсерваторія Уенохара                            | Нобухіро Кавасато                                |
| (13136) 1994 UJ1                    | 1994 UJ1             | 25 жовтня 1994    | Обсерваторія Кушіро                              | Сейджі Уеда, Хіроші Канеда                       |
| (13137) 1994 UT1                    | 1994 UT1             | 26 жовтня 1994    | Обсерваторія Кушіро                              | Сейджі Уеда, Хіроші Канеда                       |
| (13138) 1994 VA                     | 1994 VA              | 1 листопада 1994  | Обсерваторія Оїдзумі                             | Такао Кобаяші                                    |
| (13139) 1994 VD2                    | 1994 VD2             | 3 листопада 1994  | Обсерваторія Наті-Кацуура                        | Йошісада Шімідзу, Такеші Урата                   |
| 13140 Shinchukai                    | 1994 VW2             | 4 листопада 1994  | Обсерваторія Кітамі                              | Кін Ендате, Кадзуро Ватанабе                     |
| (13141) 1994 WW2                    | 1994 WW2             | 30 листопада 1994 | Обсерваторія Оїдзумі                             | Такао Кобаяші                                    |
| (13142) 1994 YM2                    | 1994 YM2             | 25 грудня 1994    | Обсерваторія Кушіро                              | Сейджі Уеда, Хіроші Канеда                       |
| (13143) 1995 AF                     | 1995 AF              | 2 січня 1995      | Обсерваторія Оїдзумі                             | Такао Кобаяші                                    |
| (13144) 1995 BJ                     | 1995 BJ              | 23 січня 1995     | Обсерваторія Оїдзумі                             | Такао Кобаяші                                    |
| 13145 Кавеццо (Cavezzo)             | 1995 DZ1             | 27 лютого 1995    | Астрономічна обсерваторія «Джемініано Монтанарі» | Астрономічна обсерваторія «Джемініано Монтанарі» |
| 13146 Юріко (Yuriko)                | 1995 DR2             | 20 лютого 1995    | Обсерваторія Наніо                               | Томімару Окуні                                   |
| 13147 Фоліа (Foglia)                | 1995 DZ11            | 24 лютого 1995    | Обсерваторія Азіаґо                              | Маура Томбеллі                                   |
| (13148) 1995 EF                     | 1995 EF              | 1 березня 1995    | Обсерваторія Одзіма                              | Тсунео Ніїдзіма, Такеші Урата                    |
| 13149 Гейзенберг (Heisenberg)       | 1995 EF8             | 4 березня 1995    | Обсерваторія Карла Шварцшильда                   | Ф. Бернґен                                       |
| 13150 Паолотесі (Paolotesi)         | 1995 FS              | 23 березня 1995   | Обсерваторія Пістоїєзе                           | Лучано Тезі, Андреа Боаттіні                     |
| 13151 Поліно (Polino)               | 1995 OH              | 22 липня 1995     | Поліно (провінція Терні)                         | Джамп'єро Яттері                                 |
| (13152) 1995 QK                     | 1995 QK              | 19 серпня 1995    | Чорч Стреттон                                    | Стівен Лорі                                      |
| (13153) 1995 QC3                    | 1995 QC3             | 31 серпня 1995    | Обсерваторія Оїдзумі                             | Такао Кобаяші                                    |
| 13154 Петермрва (Petermrva)         | 1995 RC              | 7 вересня 1995    | Обсерваторія Модри                               | Адріан Галад, А. Правда                          |
| (13155) 1995 SB1                    | 1995 SB1             | 19 вересня 1995   | Огляд Каталіна                                   | Тімоті Спар                                      |
| 13156 Mannoucyo                     | 1995 SP3             | 20 вересня 1995   | Обсерваторія Кітамі                              | Кін Ендате, Кадзуро Ватанабе                     |
| 13157 Серфосс (Searfoss)            | 1995 TQ6             | 15 жовтня 1995    | Обсерваторія Кітт-Пік                            | Spacewatch                                       |
| (13158) 1995 UE                     | 1995 UE              | 17 жовтня 1995    | Сормано                                          | Пієро Сіколі, П. Ґецці                           |
| (13159) 1995 UW3                    | 1995 UW3             | 20 жовтня 1995    | Обсерваторія Оїдзумі                             | Такао Кобаяші                                    |
| (13160) 1995 US4                    | 1995 US4             | 25 жовтня 1995    | Обсерваторія Оїдзумі                             | Такао Кобаяші                                    |
| (13161) 1995 UK6                    | 1995 UK6             | 27 жовтня 1995    | Обсерваторія Оїдзумі                             | Такао Кобаяші                                    |
| 13162 Ryokkochigaku                 | 1995 UK44            | 22 жовтня 1995    | Нюкаса                                           | Масанорі Хірасава, Шохеї Судзукі                 |
| 13163 Koyamachuya                   | 1995 UC45            | 28 жовтня 1995    | Обсерваторія Кітамі                              | Кін Ендате, Кадзуро Ватанабе                     |
| (13164) 1995 VF                     | 1995 VF              | 1 листопада 1995  | Обсерваторія Оїдзумі                             | Такао Кобаяші                                    |
| (13165) 1995 WS1                    | 1995 WS1             | 16 листопада 1995 | Обсерваторія Кушіро                              | Сейджі Уеда, Хіроші Канеда                       |
| (13166) 1995 WU1                    | 1995 WU1             | 16 листопада 1995 | Обсерваторія Кушіро                              | Сейджі Уеда, Хіроші Канеда                       |
| (13167) 1995 WC5                    | 1995 WC5             | 24 листопада 1995 | Обсерваторія Оїдзумі                             | Такао Кобаяші                                    |
| 13168 Деноконнелл (Danoconnell)     | 1995 XW              | 6 грудня 1995     | Обсерваторія Галеакала                           | AMOS                                             |
| (13169) 1995 XS1                    | 1995 XS1             | 15 грудня 1995    | Обсерваторія Оїдзумі                             | Такао Кобаяші                                    |
| (13170) 1995 YX                     | 1995 YX              | 19 грудня 1995    | Обсерваторія Оїдзумі                             | Такао Кобаяші                                    |
| (13171) 1996 AA                     | 1996 AA              | 1 січня 1996      | Обсерваторія Оїдзумі                             | Такао Кобаяші                                    |
| (13172) 1996 AO                     | 1996 AO              | 11 січня 1996     | Обсерваторія Оїдзумі                             | Такао Кобаяші                                    |
| (13173) 1996 AJ2                    | 1996 AJ2             | 13 січня 1996     | Обсерваторія Оїдзумі                             | Такао Кобаяші                                    |
| 13174 Тімоссі (Timossi)             | 1996 CT8             | 14 лютого 1996    | Обсерваторія Азіаґо                              | Маура Томбеллі, Уліссе Мунарі                    |
| (13175) 1996 EB2                    | 1996 EB2             | 15 березня 1996   | Обсерваторія Галеакала                           | NEAT                                             |
| 13176 Кобедайтенкен (Kobedaitenken) | 1996 HE1             | 21 квітня 1996    | Яцука                                            | Роберт Макнот, Хіросі Абе                        |
| 13177 Гансшмідт (Hansschmidt)       | 1996 HS11            | 17 квітня 1996    | Обсерваторія Ла-Сілья                            | Ерік Вальтер Ельст                               |
| 13178 Catalan                       | 1996 HF18            | 18 квітня 1996    | Обсерваторія Ла-Сілья                            | Ерік Вальтер Ельст                               |
| 13179 Johncochrane                  | 1996 HU18            | 18 квітня 1996    | Обсерваторія Ла-Сілья                            | Ерік Вальтер Ельст                               |
| 13180 Фуркруа (Fourcroy)            | 1996 HV19            | 18 квітня 1996    | Обсерваторія Ла-Сілья                            | Ерік Вальтер Ельст                               |
| 13181 Peneleos                      | 1996 RS28            | 11 вересня 1996   | Обсерваторія Ла-Сілья                            | Упсала-DLR трояновий огляд                       |
| (13182) 1996 SO8                    | 1996 SO8             | 16 вересня 1996   | Обсерваторія Ла-Сілья                            | Упсала-DLR трояновий огляд                       |
| (13183) 1996 TW                     | 1996 TW              | 5 жовтня 1996     | Обсерваторія Садбері                             | Денніс ді Сікко                                  |
| 13184 Augeias                       | 1996 TS49            | 4 жовтня 1996     | Обсерваторія Ла-Сілья                            | Ерік Вальтер Ельст                               |
| 13185 Agasthenes                    | 1996 TH52            | 5 жовтня 1996     | Обсерваторія Ла-Сілья                            | Ерік Вальтер Ельст                               |
| (13186) 1996 UM                     | 1996 UM              | 18 жовтня 1996    | Огляд Каталіна                                   | Карл Гердженротер                                |
| (13187) 1997 AN4                    | 1997 AN4             | 6 січня 1997      | Обсерваторія Оїдзумі                             | Такао Кобаяші                                    |
| 13188 Okinawa                       | 1997 AH5             | 3 січня 1997      | Обсерваторія Тітібу                              | Наото Сато                                       |
| (13189) 1997 AF13                   | 1997 AF13            | 11 січня 1997     | Обсерваторія Оїдзумі                             | Такао Кобаяші                                    |
| (13190) 1997 BN1                    | 1997 BN1             | 29 січня 1997     | Обсерваторія Оїдзумі                             | Такао Кобаяші                                    |
| (13191) 1997 BP3                    | 1997 BP3             | 31 січня 1997     | Обсерваторія Оїдзумі                             | Такао Кобаяші                                    |
| 13192 Квайн (Quine)                 | 1997 BU5             | 31 січня 1997     | Прескоттська обсерваторія                        | Пол Комба                                        |
| (13193) 1997 CW                     | 1997 CW              | 1 лютого 1997     | Обсерваторія Оїдзумі                             | Такао Кобаяші                                    |
| (13194) 1997 CA1                    | 1997 CA1             | 1 лютого 1997     | Обсерваторія Оїдзумі                             | Такао Кобаяші                                    |
| (13195) 1997 CG6                    | 1997 CG6             | 2 лютого 1997     | Станція Сінлун                                   | SCAP                                             |
| 13196 Роджерссміт (Rogerssmith)     | 1997 CE8             | 1 лютого 1997     | Обсерваторія Кітт-Пік                            | Spacewatch                                       |
| 13197 Pontecorvo                    | 1997 DC              | 17 лютого 1997    | Коллеверде ді Ґвідонія                           | Вінченцо Касуллі                                 |
| 13198 Banpeiyu                      | 1997 DT              | 27 лютого 1997    | Обсерваторія Кітамі                              | Кін Ендате, Кадзуро Ватанабе                     |
| (13199) 1997 EW25                   | 1997 EW25            | 3 березня 1997    | Обсерваторія Наніо                               | Томімару Окуні                                   |
| 13200 Романьяні (Romagnani)         | 1997 EQ40            | 13 березня 1997   | Обсерваторія Пістоїєзе                           | Лучано Тезі, Ґабріеле Каттані                    |

| ← Астероїди 10001—20000 → |             |             |             |             |             |             |             |             |             |
| 10001—10100               | 11001—11100 | 12001—12100 | 13001—13100 | 14001—14100 | 15001—15100 | 16001—16100 | 17001—17100 | 18001—18100 | 19001—19100 |
| 10101—10200               | 11101—11200 | 12101—12200 | 13101—13200 | 14101—14200 | 15101—15200 | 16101—16200 | 17101—17200 | 18101—18200 | 19101—19200 |
| 10201—10300               | 11201—11300 | 12201—12300 | 13201—13300 | 14201—14300 | 15201—15300 | 16201—16300 | 17201—17300 | 18201—18300 | 19201—19300 |
| 10301—10400               | 11301—11400 | 12301—12400 | 13301—13400 | 14301—14400 | 15301—15400 | 16301—16400 | 17301—17400 | 18301—18400 | 19301—19400 |
| 10401—10500               | 11401—11500 | 12401—12500 | 13401—13500 | 14401—14500 | 15401—15500 | 16401—16500 | 17401—17500 | 18401—18500 | 19401—19500 |
| 10501—10600               | 11501—11600 | 12501—12600 | 13501—13600 | 14501—14600 | 15501—15600 | 16501—16600 | 17501—17600 | 18501—18600 | 19501—19600 |
| 10601—10700               | 11601—11700 | 12601—12700 | 13601—13700 | 14601—14700 | 15601—15700 | 16601—16700 | 17601—17700 | 18601—18700 | 19601—19700 |
| 10701—10800               | 11701—11800 | 12701—12800 | 13701—13800 | 14701—14800 | 15701—15800 | 16701—16800 | 17701—17800 | 18701—18800 | 19701—19800 |
| 10801—10900               | 11801—11900 | 12801—12900 | 13801—13900 | 14801—14900 | 15801—15900 | 16801—16900 | 17801—17900 | 18801—18900 | 19801—19900 |
| 10901—11000               | 11901—12000 | 12901—13000 | 13901—14000 | 14901—15000 | 15901—16000 | 16901—17000 | 17901—18000 | 18901—19000 | 19901—20000 |